# Kaskade (DJ)
Kaskade (* 25. Februar 1971 in Chicago; bürgerlicher Name Ryan Raddon) ist ein US-amerikanischer DJ und Musikproduzent.

## Biografie
Er wurde in Chicago geboren, wuchs in Salt Lake City auf, ging dort 1992 an die University of Utah und lebt seit 2000 in San Francisco.
Bevor er selbst Platten aufnahm, war er Eigentümer eines Plattenladens und Club-DJ in Salt Lake City. 2003 veröffentlichte er erstmals ein Album: It’s You It’s Me. 2004 folgte das Album In the Moment. Die erste Single-Auskopplung daraus Steppin’ Out platzierte sich in den Top Ten der amerikanischen Dance-Charts. Neben weiteren Single-Auskopplungen, Remixes und Live-Konzerten macht er auch Projekte mit anderen Künstlern. 2008 produzierte er zusammen mit dem Kanadier Deadmau5 die erfolgreiche Single Move for Me, die in den Hot Dance Airplay-Charts des Billboard-Magazins Platz 1 erreichte.

## Diskografie

### Studioalben
- 2003: It’s You, It’s Me
- 2004: In the Moment
- 2006: The Calm
- 2006: Love Mysterious
- 2008: Strobelite Seduction
- 2010: Dynasty
- 2011: Fire & Ice
- 2013: Atmosphere
- 2015: Automatic
- 2017: Kaskade Christmas

### Kompilationen
- 2006: Here and Now
- 2008: The OM Remixes
- 2014: I Remember
- 2018: Arkade Destinations Tulum

### Mixalben
- 2002: Sounds of OM – 3rd Edition

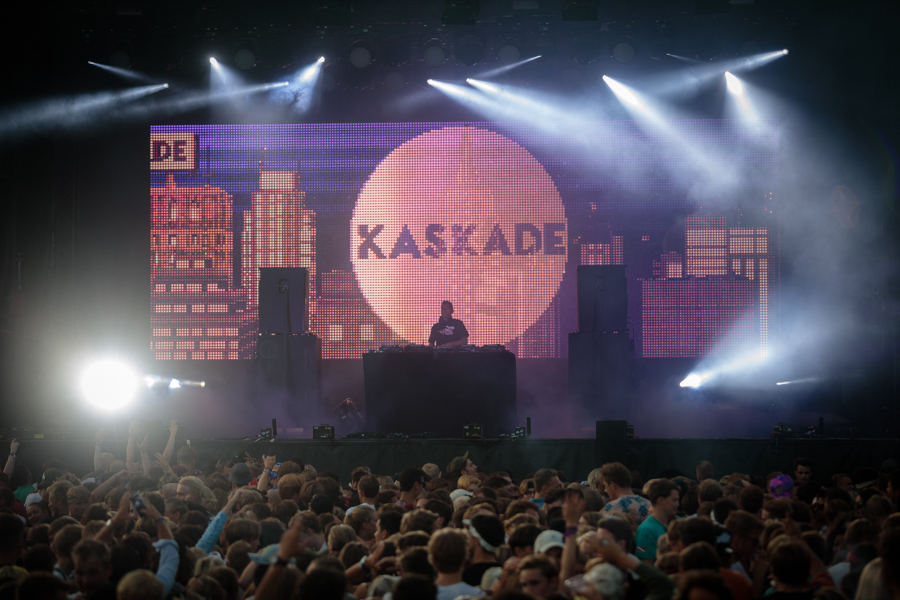
Stavernfestivalen 2018. Bild: Tore Sætre

- 2003: San Francisco Sessions: V4 – Soundtrack to the Soul
- 2005: House of OM
- 2007: Bring the Night
- 2009: The Grand
- 2010: dance.love
- 2010: Electric Daisy Carnival Volume 1

### EPs
- 2014: Redux EP 001
- 2017: Redux EP 002
- 2019: Redux EP 003

### Singles
- 2001: What I Say
- 2001: Gonna Make It
- 2002: I Feel Like
- 2003: It’s You, It’s Me
- 2004: True
- 2004: Keep On
- 2004: Steppin’ Out
- 2004: Soundtrack to the Soul
- 2004: The Gift
- 2004: To Do
- 2004: Sweet Love
- 2005: Everything
- 2005: Safe
- 2005: 4AM
- 2006: Be Still
- 2006: Stars Align
- 2007: In This Life
- 2007: Sorry
- 2007: Sometimes
- 2008: Move for Me (mit Deadmau5)
- 2008: I Remember (mit Deadmau5)
- 2008: Angel on My Shoulder
- 2008: Step One Two
- 2009: Only You (mit Tiësto feat. Haley)
- 2009: So Far Away (mit Seamus Haji feat. Haley)
- 2010: Dynasty (feat. Haley)
- 2010: Fire in Your New Shoes (feat. Martina)
- 2010: Don’t Stop Dancing (mit EDX feat. Haley)
- 2010: Raining (mit Adam K feat. Sunsun)
- 2011: All You
- 2011: All That You Give (feat. Mindy Gledhill)
- 2011: Call Out (feat. Mindy Gledhill)
- 2011: Lessons in Love (feat. Neon Trees)
- 2011: Eyes (feat. Mindy Gledhill)
- 2011: Turn It Down (feat. Rebecca & Fiona)
- 2011: Lick It (feat. Skrillex)
- 2012: Room for Happiness (feat. Skylar Grey)
- 2012: Ice (feat. Dada Life & Dan Black)
- 2012: Llove (feat. Haley)
- 2012: No One Knows Who We Are (mit Swanky Tunes feat. Lights)
- 2013: Atmosphere
- 2013: Last Chance (mit Project 46)
- 2013: Feeling the Night (feat. Becky Jean Williams)
- 2014: Ain’t Gotta Lie (mit deCarl)
- 2014: Summer Nights (mit The Brocks)
- 2014: A Little More (mit John Dahlbäck feat. Sansa)
- 2015: Never Sleep Alone (feat. Tess Comrie)
- 2015: Disarm You (feat Ilsey)
- 2015: We Don’t Stop
- 2016: Whatever (feat. Kolaj)
- 2016: Us (mit Cid)
- 2016: Fakin It (mit Felix Cartal feat. Ofelia K)
- 2016: Beneath with Me (mit Deadmau5 feat. Skylar Grey)
- 2017: Nobody Like You
- 2017: Deck the Halls
- 2018: Cold as Stone (feat. Charlotte Lawrence)
- 2018: Almost Back (mit Phoebe Ryan & LöKii)
- 2018: Fun (mit Brohug & Mr. Tape)
- 2018: Tight (feat. Madge)
- 2018: On Your Mind
- 2019: Love Me Like You Used to (mit Cecilia Gault)
- 2019: Be the One (mit Cheat Codes)
- 2019: Go Slow (mit Gorgon City & Roméo)
- 2019: With You (mit Meghan Trainor)
- 2022: Miles to Go (mit Ella Vos)

Außerdem veröffentlichte er einige Songs, die bei dem Computerspiel Rocket League verwendet wurden, wie z. B. Solid Ground (2020) oder Flip Reset (2020).

### Remixe
- Above & Beyond – Love Is Not Enough (Kaskade Remix)
- Afro-Mystik – Natural (Kaskade Roots Remix)
- Amma – Heartbeat (Kaskade Mix)
- Amma – On My Own (Kaskade Mix)
- Andy Caldwell – I Can’t Wait (Kaskade Remix)
- Astrud Gilberto – Fly Me to the Moon (Kaskade Remix)
- The Beard feat. Phillipa – For Me (Kaskade Mix)
- Beyoncé – Run The World (Girls) (Kaskade Extended Mix)
- Bing Crosby – White Christmas (Kaskade Mix)
- Britney Spears – Break the Ice (Kaskade Remix)
- Britney Spears – Gimme More (Kaskade Remix)
- Britney Spears – Womanizer (Kaskade Remix)
- Cabin Crew – Cant Stop It (Kaskade Remix)
- Chieko Kinbara – If You Only (Kaskade Original Mix)
- Chieko Kinbara – Stay With Me (Kaskade Remix)
- DJ Colette – I Didn’t Mean to Turn You On (Kaskade Extended Mix)
- Colette – Hypnotized (Kaskade Extended Mix)
- Colette – What Will She Do For Love (Kaskade’s Big Room Mix)
- Conjure One – Face the Music (Kaskade Club Mix)
- Crystal Method feat. Emily Haines – Come Back Clean (Kaskade Remix)
- Dada Life – Happy Violence (Kaskade Remix)
- Daft Punk – Rinzler (Kaskade Remix)
- David Morales feat. Tamra Keenan – Here I Am (Kaskade Remix)
- Disney – Baby Mine (Kaskade Remix)
- Dissent – Bleeding Together (Kaskade Remix)
- DJ Mark Farina – To Do (Kaskade’s Carry On mix)
- Empire of the Sun – Walking on a Dream (Kaskade Club Remix)
- Esmée Denters – Outta Here (Kaskade Club Remix)
- Floetry – SupaStar (Kaskade Vocal Mix)
- Frank Sinatra – Mistletoe & Holly (Kaskade Mix)
- Genki Rockets – Breeze (Kaskade Remix)
- Haley – This Is How It Goes (Kaskade’s Grand Club Edit)
- Jay-J & Mark Grant – Love Is (Kaskade Mix)
- J-Boogie’s Dubtronic Science – Rainfall (Kaskade Remix)
- Jes – Imagination (Kaskade Club Remix)
- Joachim Garraud – The Computer (Kaskade Mix)
- Joslyn – Funk 2 Night (Kaskade Remix)
- Jyongri – Lullaby For You (Kaskade Mix)
- Justin Timberlake – LoveStoned (Kaskade Remix)
- Justin Timberlake – Like I Love You (Kaskade Full Vox Mix)
- Katy Perry – Teenage Dream (Kaskade Club Mix)
- Keri Hilson – Slow Dance (Kaskade Remix)
- King Kooba – If I Could (Kaskade More Pop Mix)
- Kings of Tomorrow – Finally (Kaskade’s dance.love Mix)
- Koda Kumi – Run For Your Life (Kaskade Remix)
- Lady Gaga – Bad Romance (Kaskade Remix)
- Lady Gaga feat. Beyonce – Telephone (Kaskade Remix)
- Lana Del Rey – Young & Beautiful (Kaskade Remix)
- Late Night Alumni – All For Nothing (Kaskade Mix)
- Late Night Alumni – Another Chance (Kaskade’s ’Hommage To Roger’ Remix)
- Late Night Alumni – Empty Streets (Kaskade Remix)
- Late Night Alumni – I Knew You When (Kaskade Mix)
- Late Night Alumni – It’s Not Happening (Kaskade Remix)
- Late Night Alumni – One More Chance (Kaskade Mix)
- LeAnn Rimes – What I Cannot Change (Kaskade Remix)
- Lil – Your Affection (Kaskade Remix)
- Little Boots – Remedy (Kaskade Club Remix)
- Livvi Franc – Now I’m That Bitch (Kaskade Remix)
- Location Location – Let’s Begin (Kaskade Extended Edit)
- Madonna – Miles Away (Kaskade Remix)
- Mark Farina – Cali Spaces (Kaskade Remix)
- Mark Farina – To Do (Kaskade Carry On Mix)
- Mocean Worker – Chick a Boom Boom Boom (Kaskade Remix)
- Mr. O feat. Sara Smith – Lights Out (Kaskade Remix)
- Naked Music NYC – If I Fall (Kaskade Soulshower Mix)
- Natalie Bassingthwaighte – Alive (Kaskade Remix)
- Nicole Scherzinger – Don’t Hold Your Breath (Kaskade Remix)
- Nelly Furtado – All Good Things (Come to an End) (Kaskade Remix)
- Noisettes – Never Forget You (Kaskade Mix)
- Neon Trees – Animal (Kaskade Mix)
- Outkast – The Way You Move (Kaskade Mix)
- Paul van Dyk – Home (Kaskade Remix)
- Paris Hilton – Nothing in This World
- Peyton – I’ll Rise (Kaskade Remix)
- Plumb – In My Arms (Kaskade Extended Remix)
- Pussycat Dolls – Don’t Cha
- Rasmus Faber – Are You Ready (Kaskade Remix)
- Rithma – Builder (Kaskade Let’s Make Out Mix)
- Rithma – Love & Music (Kaskade Remix)
- Robyn – Call Your Girlfriend (Kaskade Remix)
- Roomsa feat. Lady Sarah – This Girl (Kaskade Remix)
- Rufus Wainwright – Go Or Go Ahead (Kaskade Mix)
- Samantha James – Waves of Change (Kaskade Extended Remix)
- Skrillex – Scary Monsters And Nice Sprites (Kaskade Remix)
- Seal – Amazing
- The Sellars – Fair Game (Kaskade Remix)
- Skylar Grey – Invisible (Kaskade Remix)
- Sultan & Ned Shepard feat. Nadia Ali – Call My Name (Kaskade Club Mix)
- Summer Of Space – Hearts Reaction (Kaskade Electro Rubb)
- Summer Of Space – With You (Kaskade Does Rock Mix)
- Terri Walker – Guess You Didn’t Love Me (Kaskade Remix)
- Timbaland – Morning After Dark (Kaskade Extended Mix)
- Truth® – Smaller Babies (Kaskade Remix)
- Usher – Climax (Kaskade Remix)
- West Magnetic – Give It Up For Free (Kaskade’s Vision Mix)
- The World’s Most Beautiful – I’m A Lot Like You (Kaskade’s Vocal Mix)
- Zedd – Shave It (Kaskade Remix)
- Zip Zip Through The Night – Beestung (Kaskade’s Grand Mix)
- R3hab & Swanky Tunes – Sending My Love (Kaskade Remix)

## Auszeichnungen für Musikverkäufe
| Goldene Schallplatte - Kanada - 2016: für die Single Fire in Your New Shoes - 2016: für die Single I Remember - 2016: für die Single Move for Me |

Anmerkung: Auszeichnungen in Ländern aus den Charttabellen bzw. Chartboxen sind in ebendiesen zu finden.
| Land/RegionAuszeichnungen für Musikverkäufe (Land/Region, Auszeichnungen, Verkäufe, Quellen) | Gold     | Platin  | Verkäufe | Quellen         |
| -------------------------------------------------------------------------------------------- | -------- | ------- | -------- | --------------- |
| Kanada (MC)                                                                                  | 3× Gold3 | —       | 120.000  | musiccanada.com |
| Vereinigtes Königreich (BPI)                                                                 | —        | Platin1 | 400.000  | bpi.co.uk       |
| Insgesamt                                                                                    | 3× Gold3 | Platin1 |          |                 |